# 黒田涼
黒田 涼（くろだ りょう、男性、1961年8月5日 - ）は日本の著作家。

## 経歴
神奈川県出身、1985年早稲田大学政経学部卒。
大手新聞社で記者を16年務めるなど編集関係の仕事に携わったのち、現代東京に残る江戸の姿を探し出すおもしろさに目覚め、2011年に作家として独立。
専門は江戸・東京の有形無形の歴史痕跡紹介。「江戸歩き案内人」としてガイドツアー講師などの活動も行っている。
江戸の街の構造から江戸城、大名屋敷、寺社、街の変遷、軍用地跡、細道など東京23区内のあらゆる歴史痕跡に精通し、各種カルチャーセンター講師、ＮＨＫはじめテレビ・ラジオ、新聞、雑誌などの媒体露出多数。
近年は全国の城下町紹介も行なっている。「江戸城天守を再建する会」顧問。

## 著書
- 『江戸城を歩く』（祥伝社新書）2009年
- 『江戸の大名屋敷を歩く』（祥伝社新書）2011年
- 『江戸の神社・お寺を歩く（城東編・城西編）』（祥伝社新書）2012年
- 『東京名所　今昔ものがたり』（祥伝社黄金文庫）2013年
- 『大軍都・東京を歩く』（朝日新書）2014年
- 『おれの細道　江戸東京狭隘路地探索』（アートダイジェスト社）2015年
- 『美しいNIPPONらしさの研究　私たちが誤解してきた和の伝統』（ビジネス社）2016年
- 『江戸の街道を歩く』（祥伝社新書）2016年
- 『江戸・東京の事件現場を歩く』（マイナビ出版）2017年
- 『江戸東京の幕末・維新・開化を歩く』（光文社知恵の森文庫）2018年
- 『日本の城下町を愉しむ　郷愁に誘われ』（東邦出版）2019年
- 『新発見！江戸城を歩く』（祥伝社新書）2019年
- 『日本百城下町』（笠間書院）2024年

共著
- 『東京散歩学』（洋泉社MOOK）　2016年

## 活動

### 講師
- 「江戸城天守を再建する会」江戸ウオーク講師　2010年～
- 雑誌「ハルメク（旧いきいき）」江戸ウオーク講師　2010年～2014年、2017年～2018年
- 淑徳大学公開講座講師　2010年～2013年
- 新宿歴史博物館講座講師　2011年、2012年
- 千代田区シンポジウムパネリスト　2012年
- 船橋市市民講座講師　2013年～
- SPACE K講師　2013年～
- 三越　日本橋街大學講師　2014年
- 中日文化センター講師　2014年～2015年
- 朝日カルチャーセンター講師　2015年～
- 江戸川区新川さくら館歴史散策講師　2017年〜
- 帝国ホテル歴史散策講師　2018年〜
- 森記念財団「ICF 都市戦略セッション」講師　2018年

### テレビ出演
- NHK「おはよう日本」「ひるまえほっと」、Eテレ「美の壺」、テレビ朝日「タモリ倶楽部」「モーニングショー」「シュシュ」、テレビ東京「なるほどストリート」、BSTBS「THE歴史列伝」など多数

### 雑誌執筆
- 「東京人」「ノジュール」「野性時代」など多数